# Герстхофен
Герстхофен (нем. Gersthofen) — город и городская община в Германии, в Республике Бавария.
Община расположена в правительственном округе Швабия в районе Аугсбург. Население составляет 20 805 человек (на 31 декабря 2010 года). Занимает площадь 33,95 км². Официальный код — 09 7 72 147.
Городская община подразделяется на 4 городских района.

## Население
По оценке на 31 декабря 2015 года население общины Герстхофен составляет 21 908 чел. 

| Дата      | 1840 | 1871 | 1900 | 1925 | 1939 | 1950 | 1961  | 1970  | 1987  | 2011  |
| --------- | ---- | ---- | ---- | ---- | ---- | ---- | ----- | ----- | ----- | ----- |
| Население | 1539 | 1725 | 2629 | 3371 | 5567 | 8132 | 12381 | 16986 | 17051 | 20743 |

| Год       | 1960  | 1970  | 1980  | 1990  | 2000  | 2009  | 2010  | 2011  | 2012  | 2013  | 2014  | 2015  |
| --------- | ----- | ----- | ----- | ----- | ----- | ----- | ----- | ----- | ----- | ----- | ----- | ----- |
| Население | 12275 | 17233 | 17016 | 17729 | 19879 | 20564 | 20805 | 20962 | 21106 | 21311 | 21685 | 21908 |

## История
Герстхофен лежал когда-то на старой римской дороге Виа Клаудиа. В шестом веке Герстхофен стал владением епископов Аугсбурга. Под именем, близким к нынешнему, Герстхофен впервые упомянут в документах в 969 году. Звучало это имя вот как: Gerfredeshoua, что переводят, как bei den Höfen des Gerfred. Кто такой был Gerfred, давший деревеньке своё имя, история не знает. Имя, возникшее, как Gerfredeshoua, со временем превратилось в Gershouen, а в 1424 году впервые упомянуто в современной форме – Gersthofen.
В 1803 году Герстхофен  стал частью баварского королевства, в 1950 году получил статус маркта, а в 1969 году – статус города. В 1904 году Герстхофен получил ещё небольшой аэродром Gersthofen-Gablingen, на котором после последней войны американцы выстроили казармы для своих войск. Как аэродром, Gersthofen-Gablingen стал уже не нужен: ведь в шести километрах от него лежит аэродром Аугсбурга. Росло и население Герстхофена: с 439 жителей, отмеченных в 1809 году в первой статистической сводке, до нынешних 21 000.
Большинство верующих в Герстхофене католики. Им принадлежит городская церковь Святого Якова (Pfarrkirche St. Jakobus (major)), входящая в число достопримечательностей на баварско-швабском пути Jakobsweg: через Аугсбург на Линдау. Церковь Святого Якова построена в середине XIX века Георгом фон Штенгелем и увеличена в размерах в 1924 году. Есть ещё одна городская церковь: Святой Марии, Королевы мира (Pfarrkirche Maria, Königin des Friedens). Это совсем новая церковь, построенная в 1968 году в стиле новой католической архитектуры. Есть своя церковь и у протестантов: Bekenntniskirche. Есть также новоапостольская церковь (Neuapostolische Kirche). Турецкая община  имеет в Герстхофене свою мечеть: Eyüp-Sultan-Moschee. Она открыта совсем недавно, в 2007 году, и на её открытии присутствовали католические и протестантские священники, наглядно демонстрируя принципы религиозного мира. Мечеть рассчитана на 300 человек, и её строительство обошлось турецкой общине в 700 000 евро. Современная по своим внешним формам, она вполне традиционна по своей внутренней структуре.
Герб Герстхофена оригинален. На щите, разделённом на красную и серебряную половины, расположено ткацкое колесо, под которым вьётся голубая волна. Волна символизирует то, что город лежит на Лехе, а колесо – тот факт, что только индустриализация превратила Герстхофен из фермерского посёлка в  город. Два цвета: красный и серебряный – тоже оказались на гербе неспроста. Красный символизирует бывшую принадлежность Герстхофена к епископству Аугсбургскому, а серебряный - к Баварскому королевству. Так как Герстхофен — город очень молодой, и герб у него не старый: его придумали лишь в 1937 году.

## Музей воздушных шаров
В Герстхофене есть уникальный музей - единственный в мире музей воздушных шаров (Ballonmuseum Gersthofen). Расположенный на пяти этажах в бывшей Водяной башне и в специально построенных помещениях рядом с башней, он был открыт в 1985 году на основе коллекции воздушного путешественника Альфреда Эккерта. Тогда для коллекции хватило всего 150 квадратных метров выставочной площади.
История музея началась в 1906 году, когда Альфред Эккерт открыл для публики своё собрание, разместив его в одном из самых заметных зданий Герстхофена - Водяной башне. В 2003 году Ballonmuseum Gersthofen соединили в один комплекс с новым зданием городской библиотеки. Без этого невозможно было расширить выставочную площадь музея: ведь стены башни раздвинуть нельзя. После этого расширения Ballonmuseum стал одним из самых крупных технических музеев в Германии, находящихся в собственности городских коммун. Пополнение экспозиции происходило за счёт городского бюджета, так что без города не было бы и большого музея. Получился Культурный центр, составляющий сейчас одну из главных достопримечательностей города. Водяная башня построена в 1906 году.
В Германии история путешествий на воздушном шаре началась в 1786 году, когда барон Максимилиан фон Лютгендорф попытался облететь местный лес (Siebentischwald). Это было всего три года спустя первого полёта братьев Монгольфлер во Франции. Попытка не принесла Лютгендорфу успеха: он так и не смог пролететь над Аугсбургом. Зато он навсегда вписал своё имя в историю воздухоплавания. После неудачи Аугсбургский совет запретил  барону ещё раз попытаться взлететь над Аугсбургом: это было слишком рискованно для горожан. И тогда Лютгендорф  стал искать место, где он мог бы взлететь ещё раз. Выбор пал на небольшую деревеньку Герстхофен. Полёт состоялся. Теперь точное изображение гондолы Лютгендорфа составляет одну из главных реликвий Ballonmuseum. Для этого есть все основания: Максимилиан фон Лютгендорф был первым в истории немцем-аэронавтом.
Начинание Лютгендорфа получило в здешних местах продолжение через сто лет. В 1897 году Август Ридингер основал в Аугсбурге фабрику воздушных баллонов и превратил Аугсбург в общегерманский центр воздухоплавания. Газ же для баллонов Ридингера как раз и поставляла химическая фабрика Хохста в Герстхофене. В 1901 году в Аугсбурге был основан Союз воздухоплавателей, сохранившийся до сих пор (Freiballonverein Augsburg e.V.). Он был не первым по времени возникновения в Германии, а только четвёртым. Аэродром для запуска воздушных шаров находился в Герстхофене. Он назывался "Via Claudia", и здесь проходили многие международные соревнования воздушных путешественников. Отсюда в 1931 году поднялся в стратосферу воздушный шар, который долетел до высоты почти в 16 километров и тем самым побил все рекорды, существовавшие на тот момент. Причём он не только взлетел в Герстхофене, но ещё и был наполнен герстхофенским газом, и сам полёт был организован герстхофенским профессором Августом Пиккардом и его ассистентом Паулем Киппером. 
Обходя один за другим девять выставочных залов, Вы становитесь свидетелями истории воздухоплавания на воздушных шарах. В фойе музея начинается рассказ об истории воздухоплавания в Германии. Здесь вы познакомитесь с бароном Лютгендорфом и его соратниками. Первый этаж посвящён истории завоевания воздушными баллонами мировой известности. Баллоны участвовали в праздниках, становились хобби многих людей, вызывали воодушевление и порождали своих фанатиков. Отзывы о баллонах здесь можно даже прослушать. Темы второго этажа: баллоны на службе науки и войны, рекорды, катастрофы и сенсации. Третий этаж посвящён технике изготовления воздушных баллонов. Есть ещё подземный этаж, на котором расположены фотографии и где бывают временные выставки. В магазине музея можно купить книги по истории воздухоплавания на воздушных шарах и модели  на заданную экспозицией музея тематику.
Можно и полетать на воздушных шарах. Такую услугу музей тоже предлагает. Цена полёта: 150 - 200 евро на баллонах, наполненных горячим воздухом и  230-280 евро на баллонах, наполненных герстхофенским газом. Разница в цене объясняется разницей в продолжительности полёта: один-два часа в первом случае и четыре-пять часов во втором.

## Фотогалерея

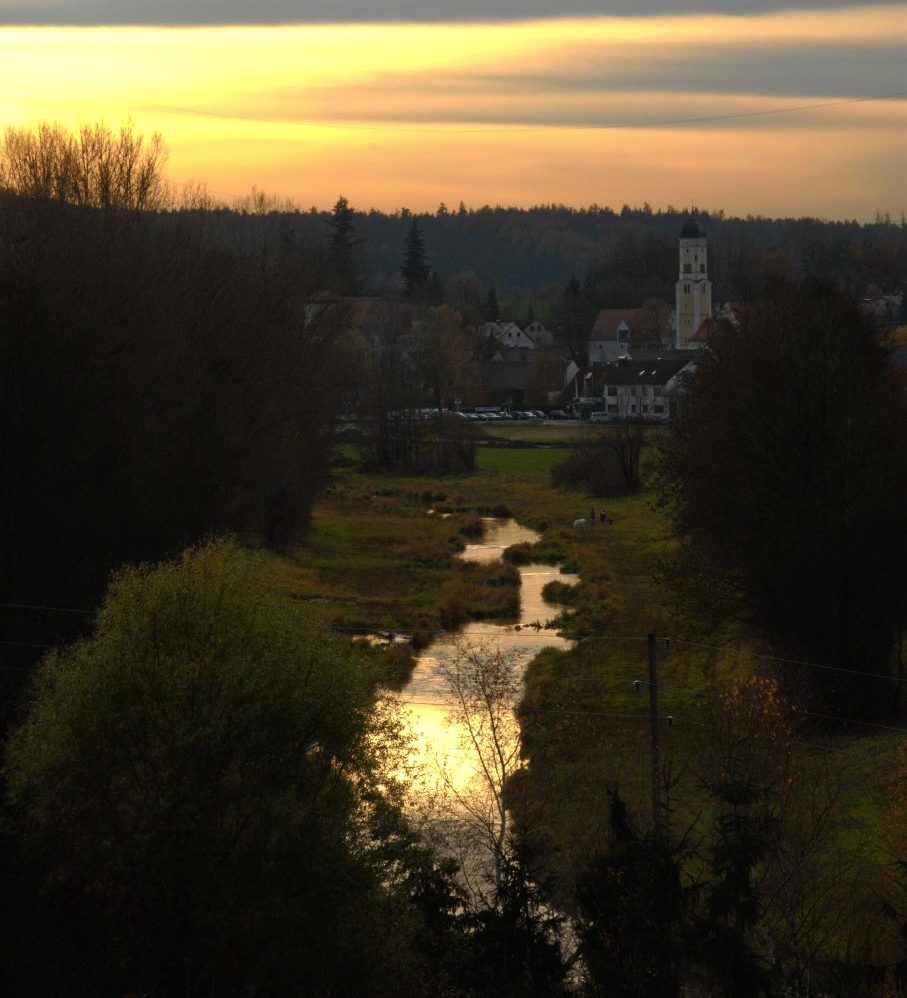
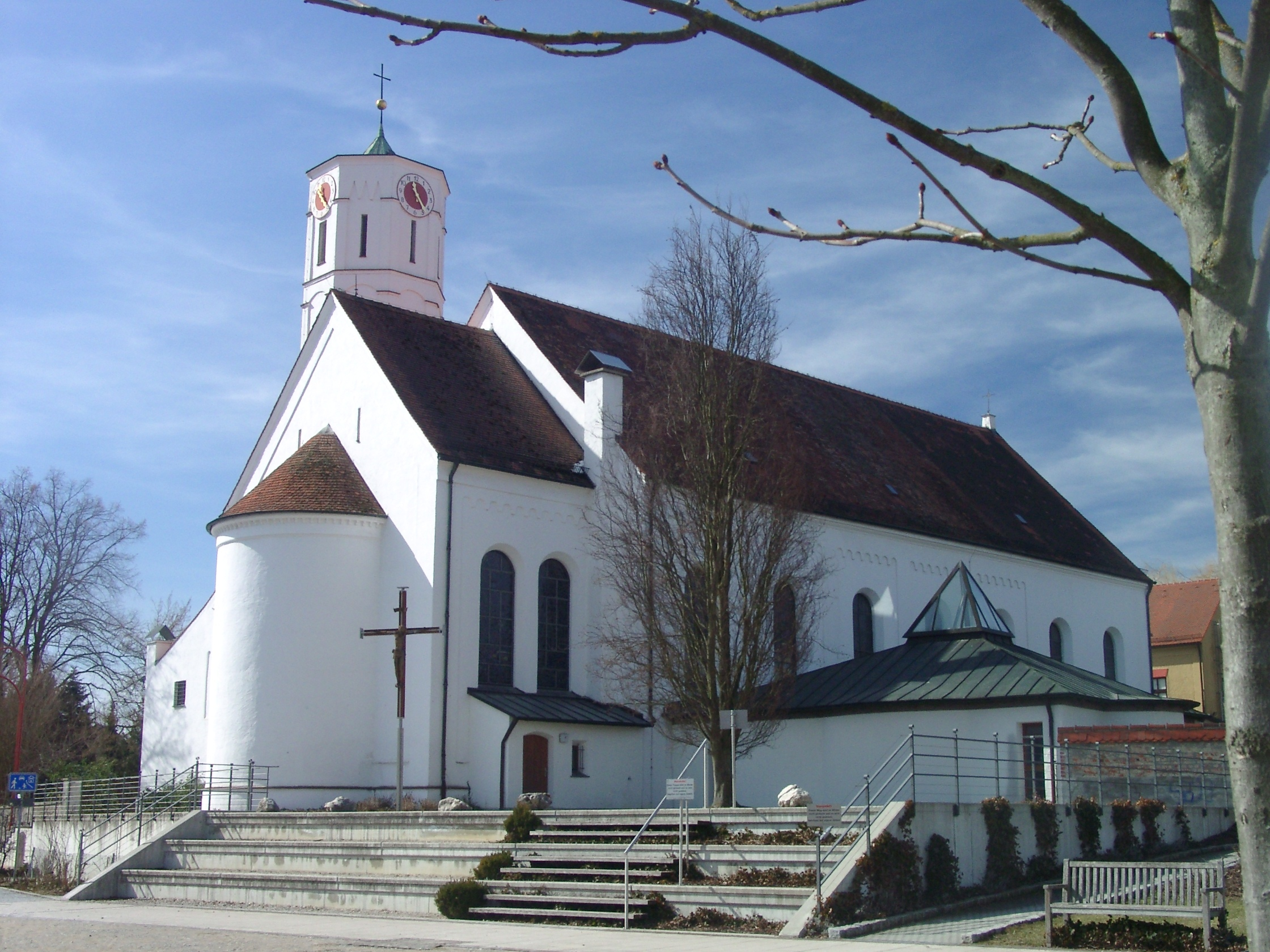
Церковь
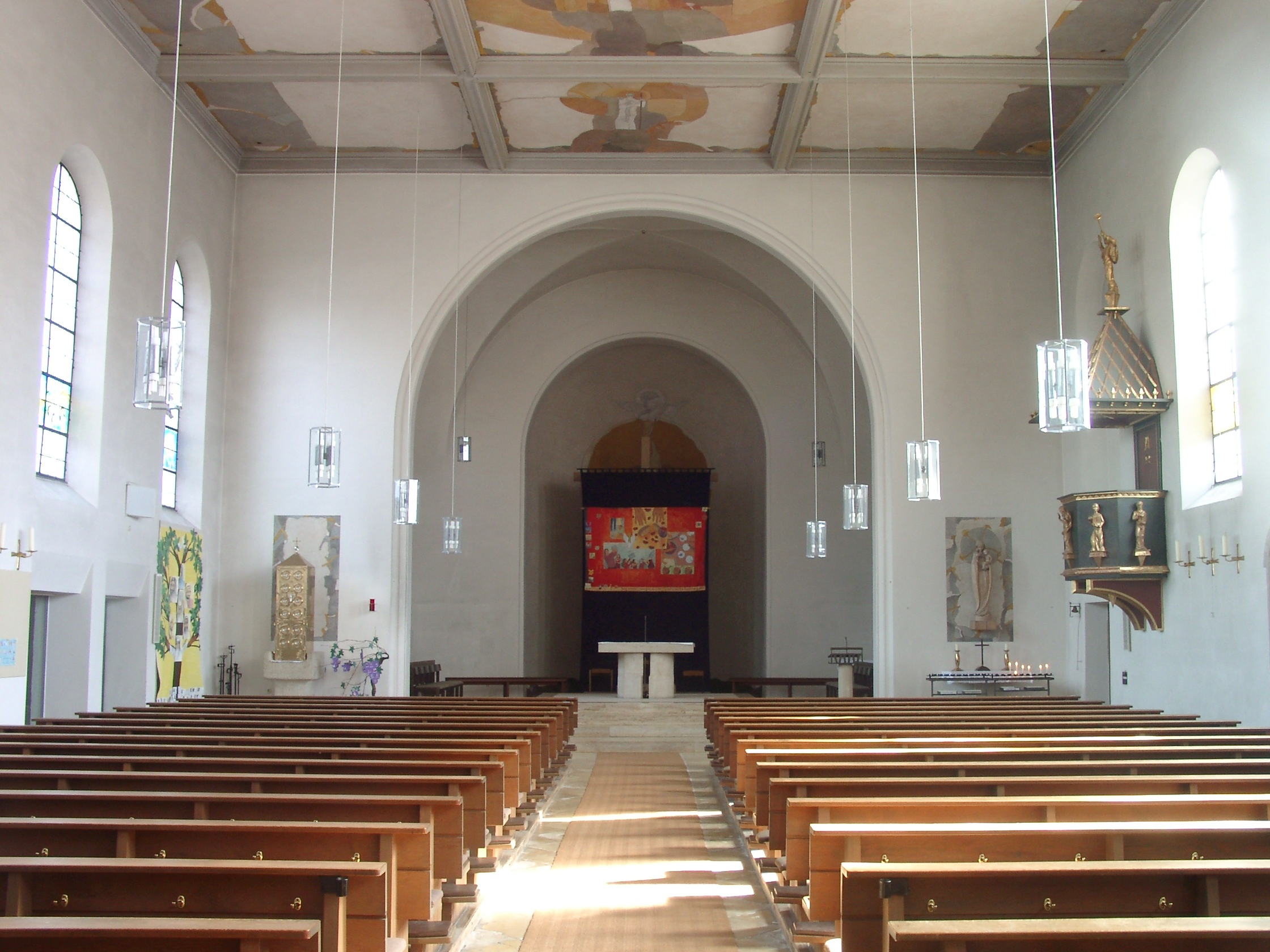
Церковь